# Feel My Mind
Feel My Mind è il terzo album in studio della cantante giapponese Koda Kumi, pubblicato nel 2004.

## Tracce
1. Break It Down – 4:29
2. Crazy 4 U – 4:06
3. Rock Your Body – 4:12
4. Rain – 5:08
5. Without Your Love – 4:44
6. Talk to You – 4:26
7. Hana (華; Flower) – 5:03
8. Get out the Way – 3:40
9. Sweet Love... – 5:12
10. Gentle Words – 3:37
11. Magic – 4:57
12. Come with Me – 4:46

Bonus Tracks
1. 夢 with You [R. Yamaki's Groove Mix] (Yume; Dream) (Toshinobu Kubota cover) – 4:52
2. Cutie Honey (キューティーハニー) – 3:05